# Comuna Zaborol, Luțk
Zaborol (în ucraineană Забороль) este o comună în raionul Luțk, regiunea Volînia, Ucraina, formată din satele Antonivka, Oleksandrivka, Velîkîi Omeleanîk, Vsevolodivka și Zaborol (reședința).

## Demografie
Componența lingvistică a satului Zaborol
     Ucraineană (99,04%)
     Alte limbi (0,85%)
Conform recensământului din 2001, majoritatea populației satului Zaborol era vorbitoare de ucraineană (99,04%), existând în minoritate și vorbitori de alte limbi.